# الشعر والشعراء
الشِّعر والشُّعراء من أقدم الكتب التي صنِّفت في تراجم الشعراء. ألَّفه أبو محمد عبدالله بن مسلم بن قتيبة الدينوري (ت 276هـ، 889م) أحد أئمة القرن الثالث الهجري. وهو من طبقة الجاحظ عند المعتزلة، إمام متمكن متعدد جوانب التأليف كثير المؤلَّفات.
كتاب الشعر والشعراء من أهم الكتب التي ترجمت للشعراء. ويُعدُّ مصدرًا أصيلاً ومرجعًا هامًّا في بابه. وهو كبير الشّبه بكتاب طبقات فحول الشعراء لابن سلاّم الجمحي. لم يحرص ابن قتيبة في هذا الكتاب على استيفاء الشعراء وحَصْرهم وتقصّي سيرهم فحسب، بل اقتصر على المشاهير منهم. قال في مقدمة الكتاب: «وكان أكثر قصدي للمشهورين من الشعراء الذين يعرفهم جلّ أهل الأدب والذين يصح الاحتجاج بأشعارهم في الغريب وفي النحو وفي كتاب الله عزّ وجلّ، وحديث رسول الله صلى الله عليه وسلم». كذلك لم يعمد ابن قتيبة إلى تصنيف الشعراء في طبقات كما فعل غيره، وإنما كان همه الترجمة وجمع أخبار الشعراء واختيار طائفة من أشعارهم يسوقها تمثيلاً أو بمناسباتها. وقد كان يراعي الترتيب الزمني في تناول الشعراء، وكان معظم أصحاب تراجمه من القدماء، إلاّ أنه لم يُخْله من تراجم بعض المحدثين كأبي العتاهية ومسلم بن الوليد والعباس بن الأحنف ومن في حكمهم.
امتاز الكتاب بمقدمة نقدية قيمة يعدُّها الباحثون من بواكير النقد الأدبي المصحوب بالعلل. وقد بيّن فيها منهج الكتاب والغرض من تأليفه حيث يقول: «هذا كتاب ألّفته في الشعر، أخبرت فيه عن الشعراء وأزمانهم وأقدارهم وأحوالهم في أشعارهم، وقبائلهم وأسماء آبائهم، ومن كان يعرف باللقب أو الكنية منهم، وعما يستحسن من أخبار الرجل ويستجاد من شعره وما أخذته العلماء عليهم من الغلط والخطاء في ألفاظهم أو معانيهم، وما سبق إليه المتقدمون فأخذه عنهم المتأخرون. وأخبرت فيه عن أقسام الشعر وطبقاته، وعن الوجوه التي يختار الشعر عليها ويستحسن لها...».
والكتاب كثير الشعراء غزير النّصوص، تضمّن 206 ترجمة، بدأها بامرئ القيس وأطال القول فيه؛ لاستفاضة أخباره عندهم ولتقديمهم له على الشعراء. ثم ترجم لزهير وابنه كعب ثم النابغة ثم الذي يليه حتى بلغ ابن مناذر ثم ختم كتابه بالحديث عن أشجع السلمي في العصر العباسي. وهذا الكتاب يعدّ كتابًا في المختارات الشعرية وكتابًا في النقد بالإضافة إلى كونه كتابًا في تراجم الشعراء.

## عن المؤلف
أبو محمد عبد الله بن عبد المجيد بن مسلم بن قتيبة الدينوري (213 هـ-15 رجب 276 هـ/828 م-13 نوفمبر 889 م) أديب فقيه محدث مؤرخ عربي. له العديد من المصنفات أشهرها عيون الأخبار، وأدب الكاتب وغيرها.

## النسخ المخطوطة والمطبوعة

### المخطوطات
- مخطوطة مصر بخط يحي بن محمد بن لونيس ابن القاضي المغربي الزواوي، نقلها من نسخة مخطوطة محفوظة بالقسطنطينية المحروسة في دار كتب راغب باشا، وفرغ من كتابتها لثلاث ليال خلون من شهر رجب سنة 1286 هـ، بهامشها بعض تقييدات[1][2]
- مخطوطة مصر بخط عيسى بن محمد بن سلمان، فرغ من كتابتها ظهر يوم الاثنين الثالث من شهر جمادى الآخرة سنة 1059 هـ، بها ترقيع وأكل أرضة وتلويث، وبهامشها تقييدات.[3]
- مخطوطة مصر (دار الكتب).[4]
- مخطوطة مصر (مكتبة الأزهر).[5]
- مخطوطة المدينة المنورة (مكتبة عارف حكمت).
- مخطوطة برلين.
- مخطوطة دمشق.
- مخطوطة باريس.
- مخطوطة فينا.[6]
- مخطوطة ليدن.

### المطبوعة
- طبع لأول مرة في مدينة ليدن سنة 1785 م، وأعيد طبعه فيها مرة ثانية سنة 1902 م، بعناية المستشرق دي غويه، الذي راجع مخطوط ليدن على خمس نسخ خطية، إستحضرها من فينا وبرلين وباريس ودمشق والقاهرة.
- طبعه محمد أمين الخانجي في سنة 1322 هـ (1904 م)، مع بعض تعليقات محمد بدر الدين النعساني، وهي نسخة مختصرة غير كلملة.
- طبع أيضاً في الآستانة سنة 1322 هـ.[7]
- وفي مطبعة الفتوح الأدبية بمصر سنة 1332 هـ (1914 م).
- ثم طبعه في سنة 1350 هـ (1932 م) محمد أفندى توفيق بمطبعة المعاهد بمصر، وصححه وعلق حواشيه الأستاذ مصطفى السقا. وهذه الطبعة غير كاملة.

## منهج المؤلف في الكتاب
منذ البداية يعترف ابن قتيبة أنه خص بكتابه هذا: الشعراء (أخبارهم، وأزمنتهم، وأقدارهم، وأحوالهم، وقبائلهم، وأسماء آبائهم...)، والشعر (أقسامه، وطبقاته، والوجوه التي يختار عليها ويستحسن، وعيوبه...)، وقدم له بمقدمة تنطوي على أبوا ب في: (أقسام الشعر، وعيوب الشعر، والإقواء، والإكفاءن والعيب في الإعراب، وأوائل الشعراء).
قال أبو محمد: «وكان أكثر قصدي للمشهورين من الشعراء الذين يعرفهم جل أهل الأدب والذين يقع الاحتجاج بأشعارهم في الغريب وفي النحو وفي كتاب الله عز وجل، وحديث رسول الله صلى الله عليه وسلم. فأما من خفي اسمه وقل ذكره وكسد شعره، وكان لا يعرفه إلا بعض الخواص فما أقل من ذكرت من هذه الطبقة إذ كنت لا أعرف منهم إلا القليل ولا أعرف لذلك القليل أيضا أخبارا. وإذ كنت أعلم أنه لا حاجة بك إلى أن أسمي لك أسماء لا أدل عليها بخبر أو زمان أو نسب أو نادرة أو بيت يستجاد أو يستغرب».
الظاهر أن ابن قتيبة ترجم للمشهورين من الشعراء الذين يحتج بأشعارهم في الغريب وفي النحو وفي كتاب الله عز وجل، وحديث نبيه صلى الله عليه وسلم، في حين لم يبد أي اهتمام بمن قل ذكره وكسد شعره لجهله بأخبارهم، ولأنه يرى أن القارئ في غنى عن ذكر أسماء دون ذكر أخبار وأزمان وأنساب وأشعار أصحابها. وأغلب الظن أنه سار على منهج سابقيه في تمييز الشعر والشعراء. ومن بينهم ابن سلام الجمحي؛ فإذا عدنا إلى الطبقات نجده هو الآخر اقتصر على المشهورين من الشعراء، والدليل على ذلك قول ابن قتيبة نفسه: «... ولا أحسب أحدا من علمائنا استغرق شعر قبيلة حتى لم يفته من تلك القبيلة شاعرا إلا عرفه ولا قصيدة إلا رواها».
ويقول: «ولعلك تظن رحمك الله أنه يجب على من ألف مثل كتابنا هذا ألا يدع شاعرا قديما ولا حديثا إلا ذكره، وذلك عليه وتقدر أن يكون الشعراء بمنزلة رواة الحديث والأخبار والملوك والأشراف الذين يبلغهم الإحصاء ويجمعهم العدد. والشعراء المعروفون بالشعر عند عشائرهم وقبائلهم في الجاهلية والإسلام أكثر من أن يحيط بهم محيط أو يقف من وراء عددهم واقف. ولو أنفذ عمره في التنقير عنهم واستفرغ مجهوده في البحث والسؤال...».
وكأن بابن قتيبة يريد أن يقول لنا إنه لا طائل من استقصاء كل الشعر، فمهما بلغ الباحث لا يستطيع أن يحصي ويلم بكل شعراء قبيلة واحدة، ولو أنفذ في ذلك كل عمره، ما بالك بكل القبائل العربية وربما أن في ذلك أيضا إشارة إلى أن سابقيه حاولوا في هذا المضمار فلم يصلوا إلا إلى القليل من الشعراء الذين صار ذكرهم أكثر من نار على علم.
إن غاية ابن قتيبة في كتابه أن يعرض لمن غلب عليه الشعر لا غير، كما فعل ابن شبرمة القاضي وسليمان بن قتية التيمي المحدث. ذلك لا لقصر جهد ابن قتيبة وباعه في المسألة، وإنما أراد أن يتخصص.
يقول ابن قتيبة: «... لم أسلك فيما ذ كرته من شعر كل شاعر مختارا له سبيل من قلد أو استحسن باستحسان غيره، ولا نظرت إلى المتقدم منهم بعين الجلالة لتقدمه وإلى المتأخر منهم بعين الاحتقار لتأخره، بل نظرت بعين العدل على الفريقين وأعطيت كلا حظه ووفرت عليه حقه، فإني رأيت في علمائنا من يستجيد الشعر السخيف لتقدم قائله ويضعه في متخيره ويرذل الشعر الرصين، ولا عيب له عنده إلا أنه قيل في زمانه، أو أنه رأى قائله...».
إن النص يعكس بجلاء مذهب ابن قتيبة النقدي، فقد كان بن قتيبة عادلا منصفا في التمييز بين هذا الشاعر وذاك، وهذا الشعر وذاك، فـ «المحك عنده جودة الشعر بغض النظر عن الأقدمية والحداثة أو تقدم قائله أو تأخره»، فهو لم يتعصب لقديم لقدمه، ولا لحديث لحداثته، كما فعل ابن الأعرابي والأصمعي وأبو عمرو بن العلاء مع شعراء العصر العباسي، خاصة جرير، والأخطل، والفرزدق، وأبو نواس وأبو تمام... عندما عدوهم من المحدثين، وعدوا شعرهم بالفاسد والرديء والأقوال كثيرة في هذا الباب.

## آراء الباحثين والنقاد في الكتاب
- محمد زغلول سلام: يرى هذا الباحث أن الجزء الثاني من الكتاب ليس سوى مجرد جرد لآراء سابقي ابن قتيبة كالجاحظ في كتابه «البيان والتبيين» وابن سلام في «طبقات فحول الشعراء».[9]
- إحسان عباس: يرى هذا الناقد أن طبيعة المقدمة يفصلها عن طبيعة الكتاب بفرق شاسع، فبينما تهدف هي إلى تصوير موقف ابن قتيبة من الشعر يأتي الكتاب تأريخا وترجمة للشعراء. والحق أن ابن قتيبة حاول الفصل بين الشعر والشعراء، بدءا من عنوان الكتاب «الشعر والشعراء».[10]
- محمد رمضان محمد الجربي: يرى هذا الباحث أن مقدمة الكتاب مقدمة نفيسة تدل على عبقرية ابن قتيبة الفذة وشخصيته المتميزة وفكره المتحرر وآرائه الفاطنة والوجيهة في النقد. يقول: «... مقدمة نفيسة تدل على عبقريته ابن قتيبة وقوة شخصيته وحرية فكره وآرائه القيمة في النقد، وفطنته للمقاييس الفنية، والقيم الجمالية منذ ذلك الوقت المبكر».[11]
- عبد العزيز عتيق: يرى أن الكتاب مرجع من مراجع تاريخ الأدب العربي الأساسية، ذلك أنه اشتمل على أخبار الشعراء وعصورهم وأشعارهم.[12]
- حسن تميم: يقول: «... هو كتاب عمدة في مادته وفحواه، ويعتبر من مصادر الأدب الأولى، ألفه أحد أئمة اللغة والأدب، الذي يستشهد بقوله، ويرجع إلى نقله، عرض فيه تراجم مشاهير الشعراء الذين تتداول أسماؤهم كتب الأدب والبلاغة، والذين أسهموا بإنتاجهم الشعري في إغناء أدب العرب. والذين يقع الاحتجاج بشعرهم في علوم النحو والغريب، وفي معاني كتاب الله، وحديث رسول الله صلى الله عليه وسلم».[13]
- أحمد صقر: يقول: «... وهذا من أرفع كتب الأدب قدرا، وأنبهها ذكرا، وأقدمها نشرا»[14][15]